# Piriqueta scabrida
Piriqueta scabrida är en passionsblomsväxtart som beskrevs av Ignatz Urban. Piriqueta scabrida ingår i släktet Piriqueta och familjen passionsblomsväxter. Inga underarter finns listade i Catalogue of Life.